# La Vengeance du masque de fer

La Vengeance du Masque de Fer ( La vendetta della maschera di Ferro) est un film franco-italien réalisé par Francesco De Feo sorti en 1961.

## Synopsis
Au XVIIe siècle, en Italie. Le comte Astolfo, veut épouser la duchesse Isabelle. Pour y parvenir il fait empoisonner son père le duc de Pignerol .Ayant intercepté une lettre du comte, adressée au ministre français Colbert, Marco le fils du duc , accourt avec son ami André pour le confondre . Attaqué par les hommes d’Astolfo, il a le temps de cacher la lettre derrière une statue de la Vierge, mais il est capturé. Incarcéré, il est condamné à porter un masque de fer...

## Fiche technique
- Titre français : La Vengeance du Masque de Fer
- Réalisation : Francesco De Feo
- Sujet et scenario : Francesco De Feo, Ruggero Jacobbi et Silvio Amadio
- Maitre d’armes :Andrea Fantasia
- Décors : Piero Poletto
- Assistance réalisation : Alfonso Brescia
- Directeur de production : Bruno Amadio
- Maquillage : Oscar Pacelli
- Photographie : Raffaele Masciocchi
- Format : Techniscope, Eastmancolor, 2,35:1
- Coiffures : Violetta Pacelli
- Montage : Luciano Cavalieri
- Musique : Carlo Innocenzi
- Producteur : Francesco Thellung
- Sociétés de production : Mida film Rome et Comptoir français du film Paris(Robert de Nesle)
- Distribution en France : Les films Fernand Rivers
- Pays de production :  Italie,  France
- Genre : film d'aventures
- Durée : 89 minutes
- Dates de sortie :
  - Italie : 24 aout 1961
  - France : 13 juillet 1962
- Affiche : Constantin Belinsky (France)

## Distribution
- Michel Lemoine  (VF : lui-même) : André de Clermont
- Andrea Bosic  (VF : Gabriel Cattand ) : le comte Astolfo
- Wandisa Guida  (VF : Janine Freson) : la comtesse Cristina de Loria
- Giovanni Materassi  (VF : Michel Gudin) : Marco de Loria,le fils du duc
- Jany Clair  (VF : elle-même) :Isabelle La nièce du bourreau
- Alan Evans  (VF : Linette Lemercier) : Le petit berger
- Nando Tamberlani  (vf : Raymond Rognoni) : le duc de Pignerol
- Tiziana Casetti  (VF : Michele Montel ) : Stefania la gouvernante
- Erminio Spalla  (VF : Jean Violette) : Maitre Ottavio,le bourreau de la forteresse
- Francesco De Leone  : Théophile Doctus
- Silvio Bagolini  (VF : René Beriard) : l’heraut
- Mimmo Poli  (VF : Albert Medina ) :Peppone l'aubergiste
- Marco Tulli  (VF :  Fred Pasquali) :  Le chef des Lansquenets
- Emma Baron : La maman du petit berger
- Andrea Fantasia : Le chef des gardes
- Joe Kamel : un Compagnon d’André
- Piero Pastore (VF : Lucien Bryonne) : Un paysan
- Oscar Pascucci
- Pietro Albani
- Et avec les voix de Jacques Deschamps : (officier français ), Gerard Ferat : (le prêtre) , Jean-Henri Chambois : (un paysan), Henri Djanik : (un garde), Michel Gatineau : (un officier)